# شوجو شيوزاوا
شوجو شيوزاوا (باليابانية: 塩沢 勝吾) (9 سبتمبر 1982 في اليابان – )؛ هو لاعب كرة قدم ياباني سابق كان يلعب كمهاجم.

## وصلات خارجية
- شوجو شيوزاوا على موقع رابطة كرة القدم اليابانية للمحترفين (اليابانية)
- شوجو شيوزاوا على موقع قاعدة بيانات كرة القدم.إي يو (الإنجليزية)
- شوجو شيوزاوا على موقع Soccerway.com (الإنجليزية)
- شوجو شيوزاوا على موقع عالم كرة القدم.نت (الإنجليزية)